# Cronologia da Primeira Coligação
Esta cronologia da Primeira Coligação abrange sobretudo as acções militares. No entanto, para uma mais fácil integração na História da época que aqui se trata, são também assinalados os principais acontecimentos políticos, especialmente os que são referidos nos textos sobre este tema.

## 1792
- 20 de abril – Assembleia Francesa declara guerra ao Rei da Hungria e da Boémia (títulos secundários do imperador austríaco).
- 28-29 de abril – Combates de Quaregnon (cidade no sul da Bélgica, distrito de Mons); vitória austríaca sobre os Franceses.
- 29 de abril – Combate de Marquain (antiga vila, hoje parte da cidade de Tournay; vitória austríaca sobre os Franceses.
- 17 de maio – Combate na vila de Bavay (vila francesa próxima da fronteira belga, cerca de 12 km a Oeste de Maubeuge); vitória austríaca sobre os Franceses.
- 19 de maio – Combate de Rumegies (vila francesa, perto da fronteira com a Bélgica, a cerca de 15 km a sudoeste de Tournay, Bélgica); vitória austríaca sobre os Franceses.
- 23 de maio – Combate de Florennes (vila no sul da Bélgica); vitória austríaca sobre os Franceses.
- 11 de junho – Combate de Grisuelle (vila no norte de França, cerca de 5 km a norte de Maubeuge); vitória austríaca sobre os Franceses.
- 17 de junho – Captura de Menen (cidade do sudoeste da Bélgica) pelas tropas francesas.
- 18 de junho – Combate de Courtrai (cidade belga na Flandres ocidental); vitória francesa sobre os Austríacos.
- 23 de junho – Combate de Harelbeke (vila na Bélgica ocidental); vitória austríaca sobre os Franceses.
- 26 de junho – Início da Primeira Coligação.
- 15 de julho – Combate de Orchies (pequena cidade, 20 km a sudoeste de Lille); vitória austríaca sobre os Franceses.
- 11 de agosto – Combate de Sierck-les-Bains (vila francesa da região de Lorena); vitória da Prússia sobre os Franceses.
- 19 de agosto – Combate de Fontoy (Aumetz); vitória da Prússia sobre os Franceses.
- 23 de agosto – Longwy capitula perante as forças austro-prussianas.
- 2 de setembro – Verdun capitula perante as forças prussianas.
- 3-5 de setembro – Bloqueio e bombardeamento de Thionville (cidade fortificada na França oriental) pelas tropas austríacas; a praça resistiu.
- 5 de setembro – Massacres de setembro em Paris; início do Terror.
- 14 de setembro – Combate de Croix-aux-Bois (nordeste de França); vitória austríaca sobre os Franceses.
- 15 de setembro – Combate de Montcheutin (nordeste de França); vitória da Prússia sobre os Franceses.
- 20 de setembro – Batalha de Valmy; vitória francesa.
- 21 de setembro − Início da Convenção.

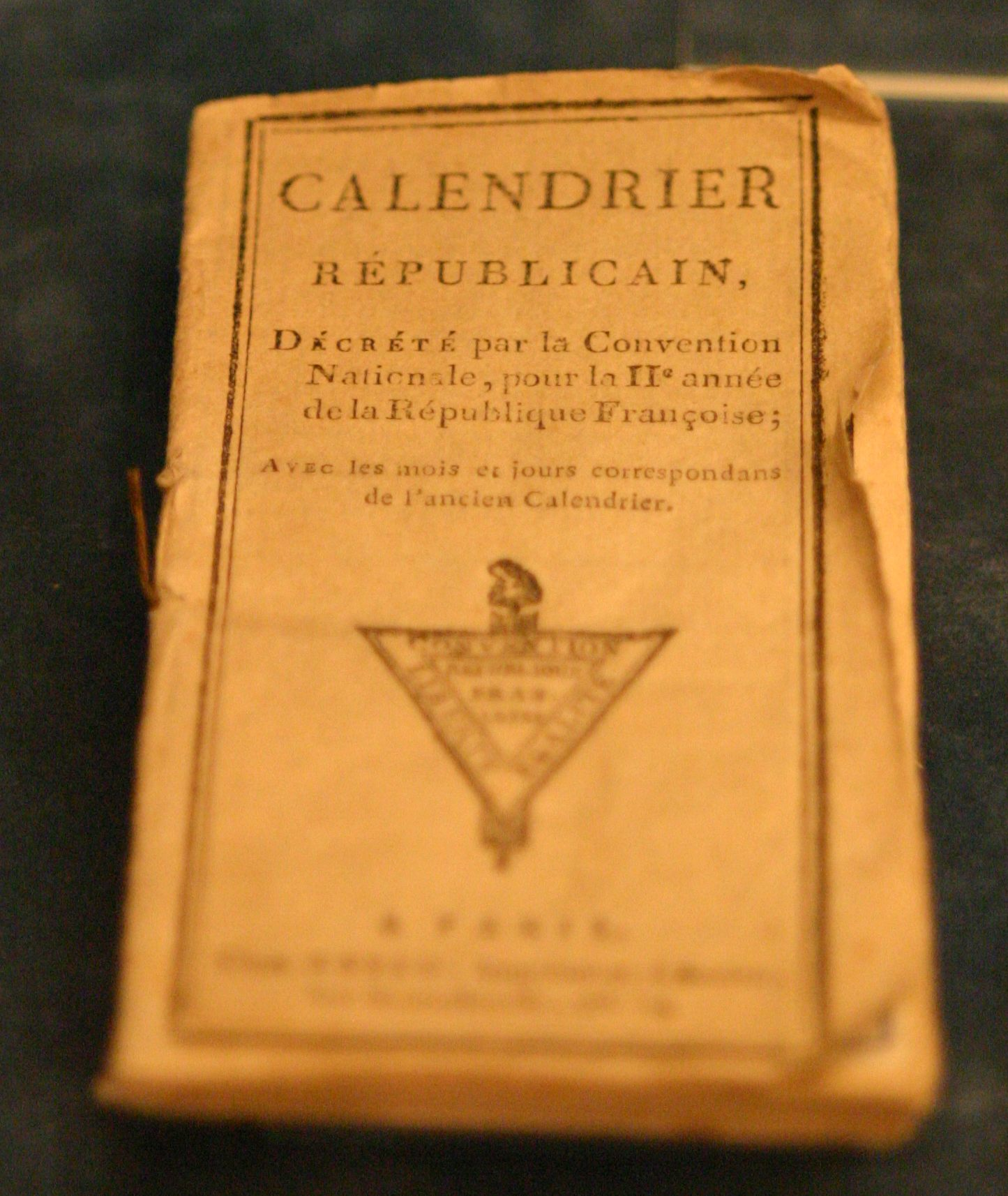
Uma copia do Calendário Republicano Francês no Museu Histórico de Lausanne.

- 22 de setembro − Abolição da monarquia francesa; início do Calendário revolucionário francês.
- 23 de setembro – Incursão francesa sobre Oneglia (costa italiana, a cerca de 50 km da fronteira com a França); vitória francesa sobre a Sardenha.
- 25 de setembro – Início do cerco de Lille (até 8 de outubro) pelas tropas austríacas.
- 30 de setembro – Captura da cidade de Speyer (Alemanha sudoeste, margem ocidental do Reno) pelas tropas francesas.
- 8 de outubro – Levantamento do cerco de Lille pelas tropas austríacas; vitória francesa.
- 14 de outubro – Rendição da praça de Verdun; retornou para mãos francesas.
- 21 de outubro – Rendição da praça de Mogúncia (Mainz) perante as tropas francesas.
- 22 de outubro – Captura de Frankfurt am Main pelas tropas francesas. Combate de Latour (sul da Bélgica); vitória francesa sobre os Austríacos.
- 23 de outubro – Combate de Virton (sul da Bélgica); vitória francesa sobre os Austríacos.
- 3 de novembro – Combates em Wihéries e Elonges (sul da Bélgica); vitória austríaca sobre os Franceses.
- 4 de novembro – Combate de Boussu (sul da Bélgica); vitória francesa sobre os Austríacos.
- 6 de novembro – Batalha de Jemappes; vitória francesa. Combates de Comines, Pont-Rouge e Warneton (vilas belgas ao longo do rio Lys); vitórias francesas sobre os Austríacos. Combate de Menen; vitória francesa sobre os Austríacos. Início do cerco de Namur pelas tropas francesas.
- 10 de novembro – Combate de Limburg (na Alemanha, cerca de 60 km a noroeste de Frankfurt); vitória francesa sobre os Prussianos.
- 16 de novembro – Capitulação de Mechelen (cidade belga, 20 km a sul de Antuérpia); vitória francesa sobre os Austríacos.
- 18 de novembro – Combate de Sospel (Vila da Riviera Francesa, a 20 km de Nice); vitória da Sardenha sobre os Franceses.
- 27 de novembro – Combate de Voroux-les-Liers (vila belga, 4 km a norte de Liége); vitória francesa sobre os Austríacos.
- 29 de novembro – Combate de Antuérpia; vitória francesa sobre os Austríacos.
- 2 de dezembro – As tropas da Primeira Coligação expulsam os Franceses de Frankfurt am Main e recuperam a cidade.

## 1793
- 6 de janeiro – Combate de  Hochheim (vila na província de Hessen, Alemanha, na margem norte do rio Main, a 4 km da sua confluência com o rio Reno); vitória dos Aliados[nota 2] sobre os Franceses.

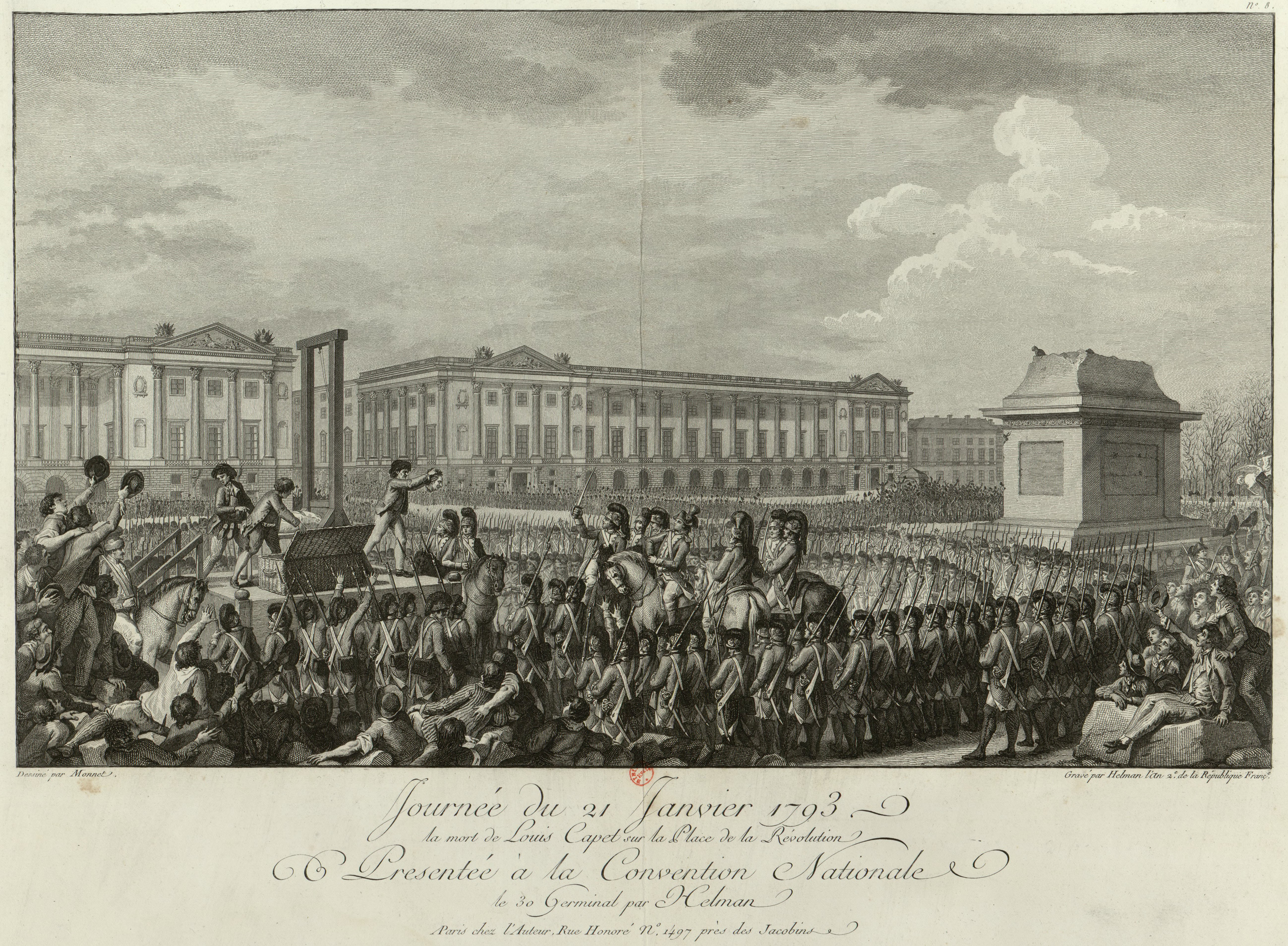
Execução de Luís XVI.

- 21 de janeiro – Execução de Luís XVI de França.
- 1 de fevereiro – A Convenção declara guerra ao Reino da Grã-Bretanha e Províncias Unidas.
- 14 de fevereiro – Combate de Cagliari (porto na costa sul da Sardenha); vitória do Reino da Sardenha sobre os Franceses.
- 21-24 de fevereiro – Cerco e capitulação de Breda (cidade fortificada das Províncias Unidas); vitória francesa sobre os Holandeses.
- 21 de fevereiro a 3 de março – Cerco de Maastricht pelas forças francesas; fracasso das forças francesas.
- 23-25 de fevereiro − Ataque a La Maddalena (Sardenha); fracasso das forças francesas.
- 28 de fevereiro – Combate de Levens (pequena cidade francesa, cerca de 20 km a norte de Nice); vitória francesa sobre o Reino da Sardenha.
- 1 de março – Combate de Aldenhoven (aldeia da antiga província prussiana no Reno, 11 km a nordeste de Aachen); vitória austríaca sobre os Franceses.
- 1-4 de março – Cerco e capitulação de Geertruidenberg (fortaleza na província holandesa de Brabante do Norte); vitória francesa sobre os Holandeses. Cerco e captura de Klundert (pequena fortaleza na província holandesa de Brabante do Norte); vitória francesa sobre os Holandeses.
- 9 de março – A Convenção declara guerra a Espanha.
- 16 de março – Combate de Tirlemont (vila na província belga de Liège, 5 km a norte de Neerwinden – não se encontra marcada nos mapas modernos); vitória francesa sobre os Auastríacos.
- 18 de março – Batalha de Neerwinden (Países Baixos) - vitória austríaca.
- 23 de março – Combate de Pellenberg (cidade na província belga de Brabante, 30 km a Oeste de Bruxelas); vitória austríaca sobre os Franceses.
- 27 de março – Combate de Weiler (aldeia alemã, junto à fronteira ocidental a Oeste da cidade de Bingen am Rhein); vitória das tropas da Prússia e de Hesse sobre os Franceses.
- 5 de abril – O general francês Dumouriez desertou para os Aliados.
- 6 de abril − Estabelecido o Comité de Salvação Pública.
- 8 de abril – Início do cerco de Condé (cidade francesa fortificada no Departamento do Norte, junto ao rio Escalda); terminou a 12 de julho com vitória da Coligação sobre os Franceses.
- 10 de abril – Início do Cerco de Mogúncia (Mains em Língua Alemã, cidade alemã na margem ocidental do rio Reno, imediatamente a norte da sua confluência com o rio Meno) pelas forças da Coligação; terminou a 23 de julho com a rendição da guarnição francesa.
- 17 de abril – Combate de Saint-Laurent-de-Cerdans (pequena aldeia de montanha nos Pirenéus Orientais franceses); vitória espanhola sobre os Franceses.
- 20 de abril – Batalha do Rio Tech (Rossilhão) - vitória espanhola sobre os Franceses.Combate de Céret (pequena cidade francesa no Rossilhão); vitória espanhola sobre os Franceses.
- 8 de maio – Combate de Raismes (vila francesa, perto da fronteira com a Bélgica); vitória dos Aliados sobre os Franceses.
- 19 de maio – Batalha de Mas Deu (Rossilhão) - vitória espanhola.
- 23 de maio – Batalha de Famars (vila no norte de França, 5 km a sul de Valenciennes); vitória da Coligação sobre os Franceses.Combate de Tourcoing (cidade fortificada no norte de França); vitória francesa sobre os Holandeses.
- 23 de maio a 3 de junho – Bombardeamento e rendição de Fort les Bains (fortificação exterior do Forte Bellegarde, no sudeste de França, junto à fronteira com a Espanha); vitória espanhola sobre os Franceses.
- 23 de maio a 24 de junho – Cerco e capitulação de Bellegarde (fortaleza no Departamento dos Pirenéus Orientais); vitória espanhola sobre os Franceses.
- 25 de maio – Início do cerco de Valenciennes pelas forças da Coligação; terminou a 27 de julho com a derrota da guarnição francesa.
- 2 de junho − Girondinos afastados do governo pelos Jacobinos.
- 5 de junho – Rendição do Forte de la Garde (fortificação exterior a norte do Forte Bellegarde, no sudeste de França, junto à fronteira com a Espanha); vitória espanhola sobre os Franceses.
- 8 de junho – 1º Combate de Saorgio (vila no sul da França, Departamento dos Alpes Marítimos); vitória dos Franceses sobre as tropas da Áustria e do Reino da Sardenha.
- 9 de junho – Combate de Arlon (cidade belga a 5 km da fronteira com o Luxemburgo); vitória francesa sobre os Austríacos.

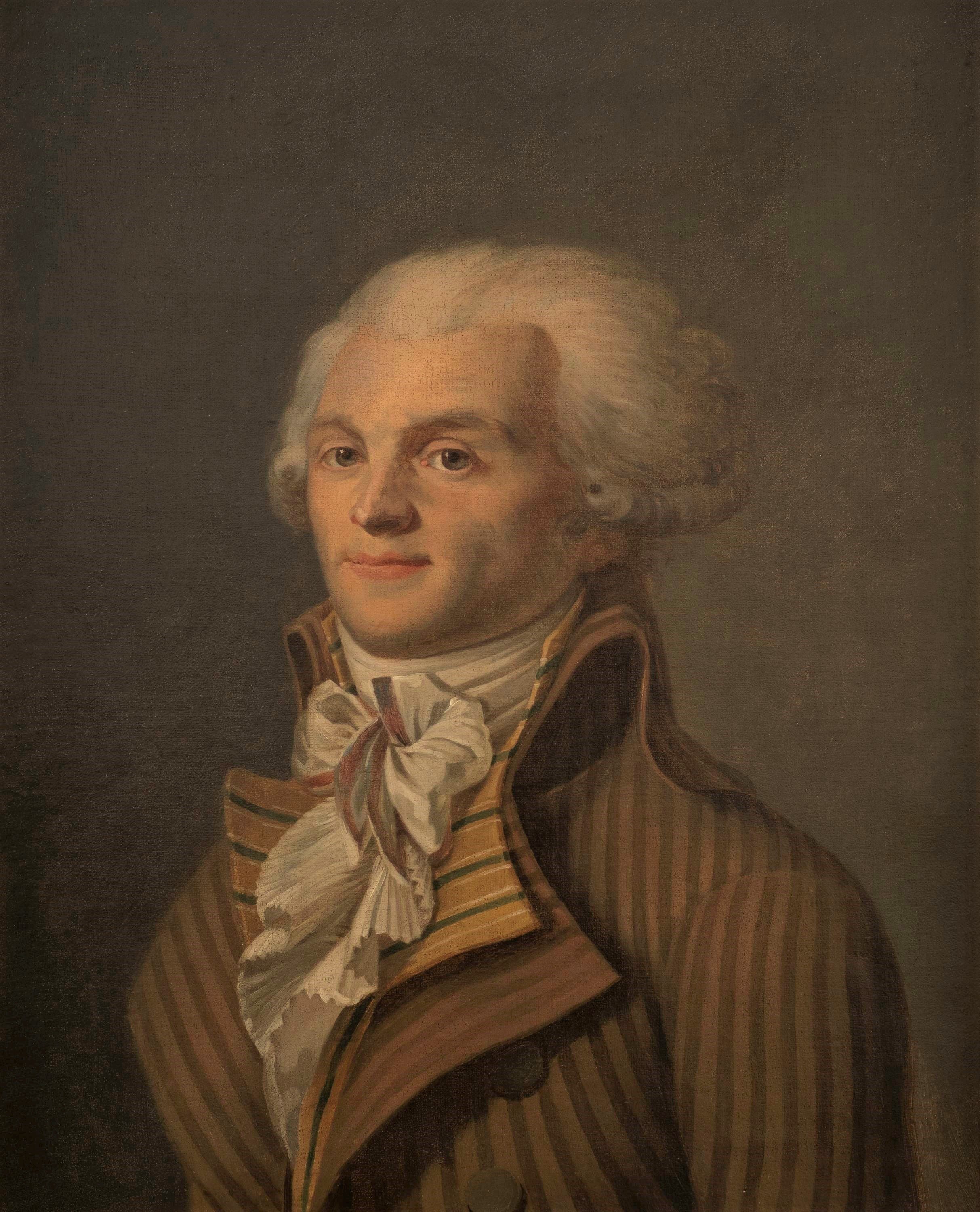
Maximilien François Marie Isidore de Robespierre.

- 12 de junho – 2º Combate de Saorgio (vila no sul da França, Departamento dos Alpes Marítimos); vitória das forças da Áustria e do Reino da Sardenha sobre os Franceses.
- 12 de julho – Capitulação de Condé (cidade francesa fortificada no Departamento do Norte, junto ao rio Escalda); vitória da Coligação sobre os Franceses.
- 13 de junho − Napoleão Bonaparte chega a França com a sua família, vindos da Córsega.
- 17 de julho – Combate de Niel (aldeia francesa do Rossilhão); vitória francesa sobre os Espanhóis.
- 23 de julho – Capitulação de Mogúncia; vitória da Coligação sobre a guarnição francesa.
- 27 de julho – Rendição da guarnição francesa de Valenciennes perante as forças da Coligação.
- 7 de agosto – Batalha do Camp de César (área no norte de França, a nordeste de Cambrai); vitória da Coligação sobre os Franceses.
- 18 de agosto – Combate de Lincelles (vila francesa no Departamento do Norte, cerca de 10 km a Oeste de Tourcoing e 13 km a norte de Lille); vitória das tropas britânicas e holandesas sobre os Franceses.
- 20 de agosto – Combate de Kettricher Hof (aldeia situada no topo de uma colina, cerca de 8 km a sul de Pirmasens, Alemanha); vitória prussiana sobre os Franceses. Primeiro combate das linhas de Weissenburg (conjunto de obras de fortificação ao longo do rio Lauter – corre na Alemanha e em França e é tributário do Reno); vitória da Coligação sobre os Franceses.
- 20 de agosto a 23 de dezembro – Bloqueio (fracassado) de Landau (Alemanha) pelas forças Prussianas; vitória da guarnição francesa.
- 21 de agosto – Combates de Rexpoede e Oost-Chappel (duas aldeias no norte de França, cerca de 15 km a sudeste de Dunquerque); vitória da Coligação sobre os Franceses.
- 24 de agosto – Combate de Rosendael (aldeia francesa, cerca de 2 km a sudoeste de Dunquerque); vitória da Coligação sobre os Franceses.
- 24 de agosto a 8 de setembro – Cerco de Dunquerque pela forças da Coligação; o cerco foi levantado sem obter sucesso.
- 27 de agosto − Toulon recebe as forças aliadas (Britânicos e Espanhóis).
- 28 de agosto – Batalha de Puigcerdà (Espanha, Catalunha) - vitória francesa sobre os Espanhóis.Combate de Cysoing (aldeia belga, perto da fronteira com a França, junto ao rio Lys, 6 km a sudeste de Menen); vitória austríaca sobre os Franceses.
- 28 de agosto a 13 de setembro – Cerco e captura de Le Quesnoy (cidade fortificada no Departamento do Norte, França); vitória das forças Coligação sobre a guarnição francesa.
- 6-8 de setembro – Batalha de Hondschoote (aldeia francesa, cerca de 15 km a sudeste de Dunquerque); vitória francesa sobre a Coligação.
- 7 de setembro a 18 de dezembro - Cerco de Toulon - Vitória francesa mas com perda da frota francesa do Mediterrâneo.
- 8-9 de setembro – Combates de Ypres (cidade fortificada na Flandres Ocidental, Bélgica); vitória da Coligação sobre os Franceses.
- 12 de setembro – Combate de Avesnes-le-Sec (aldeia no Departamento do Norte, França); vitória dos Austríacos sobre os Franceses.
- 13 de setembro – Primeira Batalha de Menen - vitória dos Franceses sobre os Holandeses.Combate de Werwik (cidade belga na Flandres Ocidental, perto da fronteira com a França); vitória francesa sobre os Holandeses.
- 14 de setembro – Combate de Pirmasens (cidade da Alemanha); vitória da Prússia sobre os Franceses.
- 15 de setembro – Segunda Batalha de Menen; vitória da Coligação sobre os Franceses.Combate de Épierre (vila no sudeste francês); vitória dos Franceses sobre o Reino da Sardenha.
- 16 de setembro − Napoleão recebe o comando da artilharia frente a Toulon.
- 17 de setembro – Combate de Peyrestortes (Rossilhão); vitória francesa sobre os Espanhóis.
- 22 de setembro – Batalha de Truillas (Rossilhão) - vitória espanhola sobre os Franceses.
- 3 de outubro – Combate de Boulu (povoação francesa nos Pirenéus Orientais); vitória espanhola sobre os Franceses.
- 13 de outubro – 2º Combate nas linhas de Weissenburg (conjunto de obras de fortificação ao longo do Rio Lauter – corre na Alemanha e em França e é tributário do Reno); vitória da Coligação sobre os Franceses.
- 14 de outubro a 14 de novembro – Cerco e captura de Fort-Louis (fortaleza que, na época, constituía uma ilha no Reno); vitória da Coligação sobre os Franceses.
- 15-16 de outubro – Batalha de Wattignies (Wattignies-la-Victoire); vitória francesa sobre a Coligação.
- 18 de outubro – Combate de Gilette (povoado francês nos Alpes Marítimos); vitória da Sardenha sobre os Franceses.Napoleão Bonaparte promovido a chef de bataillon em Toulon.
- 21 de outubro – Combate de Utelle (montanha nos Alpes Marítimos franceses); resultado inconclusivo entre os Franceses e o Reino da Sardenha.
- 21-22 de outubro – Combates de Menen; vitória dos Franceses sobre as forças da Copligação.
- 22 de outubro – Combate de Halluin (aldeia francesa no Departamento do Norte); vitória francesa sobre as forças da Coligação. Combate de Furnes (cidade fortificada na Flandres Ocidental, Bélgica); vitória dos Hessianos sobre os Franceses.
- 23 – 30 de outubro – Cerco de Nieuwpoort (cidade fortificada na costa belga); vitória da guarnição (da Coligação) sobre os Franceses.
- 28 de outubro – Combate de Lannoy (aldeia no Departamento do Norte, França); vitória das forças da Coligação sobre os Franceses.
- 29-30 de outubro – Captura de Marchiennes (cidade no Departamento do Norte, França); vitória da Coligação sobre os Franceses.
- 17 de novembro – Incursão sobre a fortaleza de Bitche (fortaleza na região de Lorena); vitória da guarnição francesa sobre os atacantes prussianos. Combate de Biesingen (aldeia na zona ocidental da Alemanha, em Baden-Württemberg); vitória da Coligação sobre os Franceses.
- 28-30 de novembro – Batalha de Kaiserslautern; vitória prussiana sobre os Franceses.
- 6 de dezembro (até 9 de fevereiro de 1794) – Sucessão de combates nas linhas de Weissenburg; vitórias das forças francesas sobre as forças da Coligação.
- 7 de dezembro – Combate de Villelongue-dels-Monts (Rossilhão) - vitória espanhola com participação das tropas portuguesas.
- 19 de dezembro – fim do cerco de Toulon (desde 27 de agosto) - vitória francesa.
- 20 de dezembro – Os Espanhóis capturam o porto de Collioure (França).
- 22 de dezembro – Batalha de Fröschwiller - vitória francesa.Napoleão Bonaparte promovido a général de brigade.
- 26 de dezembro – Batalha de Geisberg - vitória francesa.

## 1794
- 5 de fevereiro – Combate do Campo dos Sans Culottes (posição fortificada numa colina no sudeste francês, junto à fronteira com Espanha); vitória francesa sobre os espanhóis.

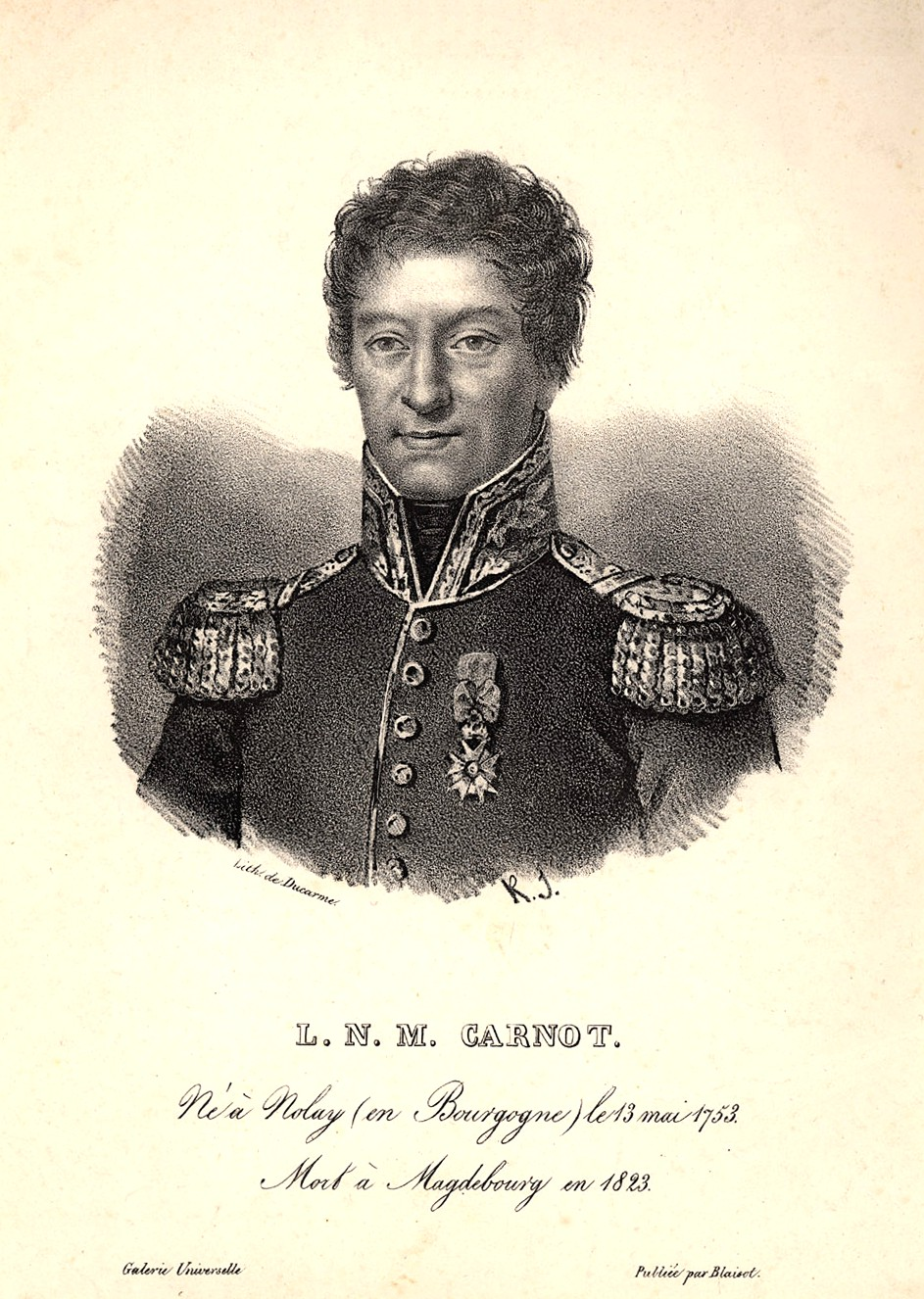
Lazare Nicolas Marguerite Carnot, conhecido como "Organizador da Vitória" das guerras revolucionárias francesas.

- 6 de fevereiro − Napoleão Bonaparte recebeu o comando da artilharia no Exército de Itália.
- 19 de fevereiro – Combate de Zandvoorde (aldeia belga na Flandres Ocidental, 3 km a sudeste de Ypres); vitória francesa sobre as forças da Coligação.
- 29 de março – Combate de Le Cateau (cidade do Departamento do Norte, França); vitória austríaca sobre os Franceses.
- 5 de abril − Execução de Danton em Paris.
- 6 de abril – Combate de Cerisiera;[nota 3] vitória das forças da Áustria e do Reino da Sardenha sobre os Franceses. Combate de Briel;[nota 4] vitória das tropas hanoverianas sobre os Franceses.
- 17 de abril – Combate de Catillon (aldeia francesa no Departamento do Norte, 30 km a sudeste de Cambrai); vitória da Coligação sobre os Franceses.
- 19 de abril – Combate de Landrecies (cidade fortificada no Departamento do Norte, França, junto ao rio Sambre); vitória das forças austríacas e holandesas sobre os Franceses.
- 21-30 de abril – Cerco e captura de Landrecies (cidade francesa no Departamento do Norte) pelas forças da Coligação.
- 24 de abril – Combate de Saorgio;[nota 5] vitória francesa sobre as forças da Áustria e do Reino da Sardenha.Combate do Coronel Ardente;[nota 6] vitória francesa sobre as tropas do Reino da Sardenha.Combate da Passo do Pequeno São Bernardo (nos Alpes); vitória dos Franceses sobre as tropas do Reino da Sardenha.Combate de Villers-en-Cauchie;[nota 7] vitória das forças da Coligação sobre os Franceses.Acção de Villers-en-Cauchies.[nota 8]
- 25 de abril – Combate de Tuilla (aldeia no lado italiano do Pequeno São Bernardo); vitória francesa sobre as tropas do Reino da Sardenha.
- 26 de abril – Batalha de Troivilles (perto de Le Cateau, cidade francesa do Departamento do Norte); vitória da Coligação sobre os Franceses.Combate de Courtrai (cidade belga da Flandres Ocidental); vitória francesa sobre as tropas hanoverianas.Combate em Mouscron (Flandres Ocidental); vitória francesa sobre as tropas austríacas e hanoverianas.
- 27 de abril – Combate de Briga (aldeia no noroeste italiano); vitória francesa sobre as tropas do Reino da Sardenha.
- 27-30 de abril – Cerco e captura de Menen; vitória dos Franceses sobre as tropas da Coligação.
- 30 de abril e 1 de maio – Batalha de Boulou (Rossilhão) - vitória francesa sobre os espanhóis e Portugueses.
- 2 a 26 de maio – Cerco e capitulação de Collioure (cidade francesa fortificada no Rossilhão, perto da costa mediterrânica e da fronteira espanhola); vitória dos Franceses sobre os Espanhóis.
- 4 de maio – Combate de Rousselaere (cidade belga na Flandres Ocidental); vitória hanoveriana sobre os Franceses.
- 5 de maio – Início do cerco da fortaleza de Bellegarde (fronteira franco-espanhola, Pirenéus Orientais), então com guarnição espanhola; a guarnição rendeu-se a 17 de setembro.Combate de Harlebeke (aldeia belga na Flandres Ocidental); vitória das forças da Coligação sobre os Franceses.
- 5 de maio a 17 de setembro – Bloqueio e capitulação de Bellegarde (fortaleza francesa na fronteira franco-espanhola, no Departamento dos Pirenéus Orientais); vitória francesa sobre os Espanhóis.
- 6 de maio – Incursão francesa, com sucesso, sobre o arsenal espanhol em San Lorenzo de la Muga (Catalunha, junto à fronteira).
- 10 de maio – Combate de Willems (povoado belga na Flandres Ocidental, junto à fronteira com a França); vitória das forças da Coligação sobre os Franceses.Combate de Baisieux (aldeia francesa no Departamento do Norte); vitória anglo-austríaca sobre os Franceses.
- 10, 11 e 12 de maio – Combates de Ingelmunster (Flandres Ocidental, Bélgica); vitória francesa sobre as forças da Coligação.

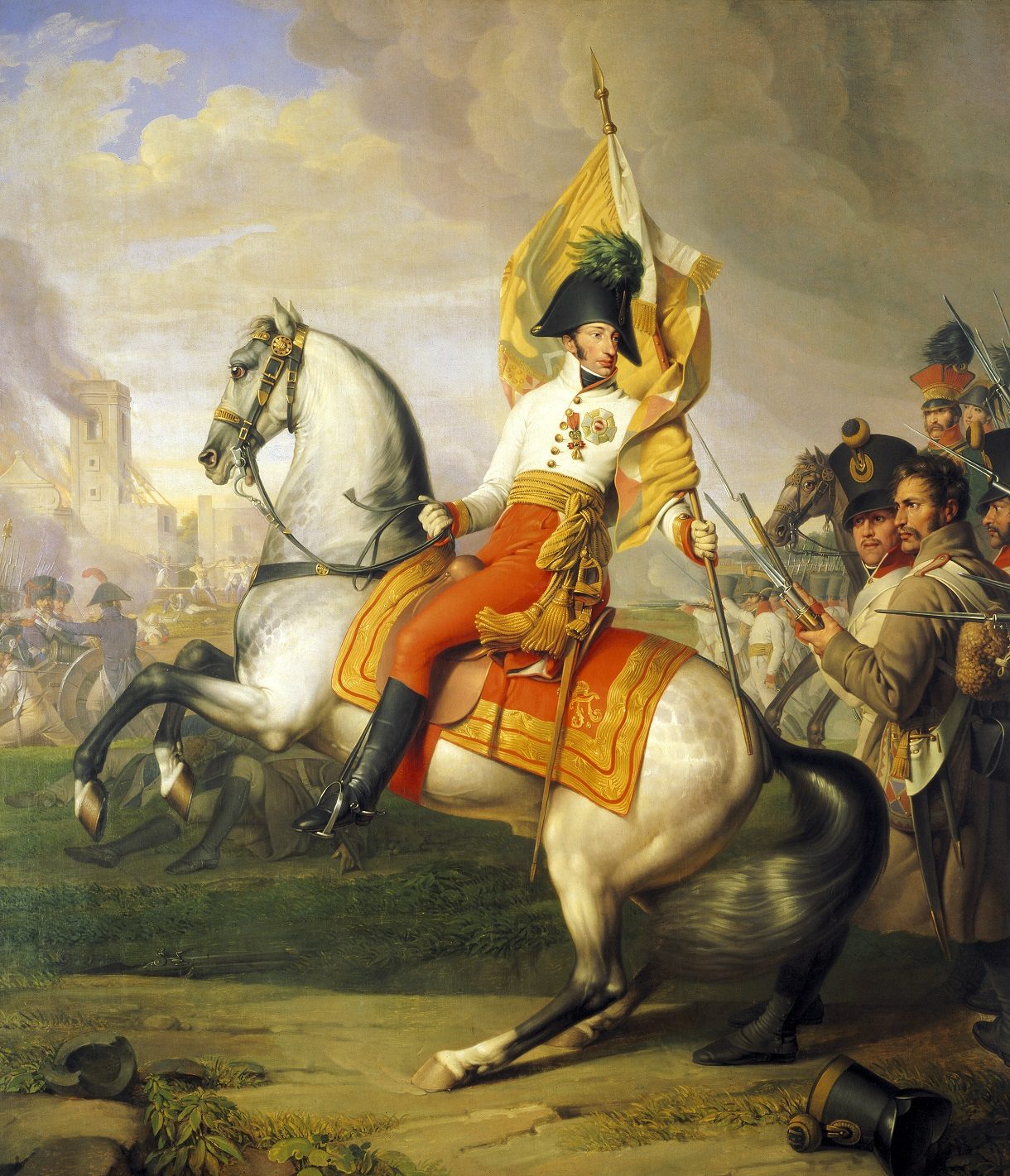
O vitorioso arquiduque Carlos durante a Batalha de Aspern-Essling.

- 11 de maio – Batalha de Courtrai (Bélgica); vitória do Exército do norte (francês) sobre o Exército Aliado formado por Britânicos e Austríacos.
- 13 de maio – Combate de Grandreng (aldeia da província belga de Hainaut); vitória das forças da Coligação sobre os Franceses.
- 14 de maio – Combate do Pequeno Mont-Cenis ( pico nos Alpes, junto à fronteira franco-italiana); vitória dos franceses sobre as tropas do Reino da Sardenha.
- 17-18 de maio – Batalha de Tourcoing (cidade francesa do Departamento do Norte, perto da fronteira com a Bélgica) - vitória dos franceses sobre as forças da Coligação constituídas por Britânicos, Austríacos e Hanoverianos.
- 19 de maio – Nova incursão francesa sobre San Lorenzo de la Muga (primeira incursão a 6 de Maio) realizada com sucesso.
- 22 de maio – Batalha de Tournai[nota 9] (cidade belga na província de Hainaut); vitória da Coligação sobre os Franceses.
- 23 de maio – Combate de Schifferstadt (Alemanha); vitória francesa sobre as forças austríacas e prussianas.Batalha de Kaiserslautern (Alemanha); vitória das forças da Prússia e da Saxónia sobre os Franceses.
- 24 de maio – Combate de Erquelinnes (Bélgica); vitória dos Austríacos e Holandeses sobre os Franceses.
- 1 de junho – Batalha de Ushant (área próxima do Canal da Mancha, 40 a 50 km a Oeste de Brest, na província francesa da Bretanha); vitória dos Britânicos sobre os Franceses.
- 1 a 17 de junho – Cerco e captura de Ypres (Bélgica); vitória dos Franceses sobre a guarnição austríaca e holandesa.
- 3 de junho – Combate de Casa Fuorte (conjunto de fortificações que bloqueavam a passagem de Ispegui, do Vale do Bidassoa para o Vale dos Aldudes, na fronteira entre o País Basco espanhol e o País Basco francês); vitória dos Franceses sobre os Espanhóis.Batalha de Charleroi (Bélgica); vitória dos Austríacos e Holandeses sobre os Franceses.
- 6 de junho – Combate de Vry-Bosh (posto fortificado a norte de Ypres); vitória das forças da Coligação sobre os Franceses.
- 10 de junho – Combate de Roulers (Cidade belga na Flandres Ocidental); vitória dos Franceses sobre as forças da Coligação.
- 13 de junho – Combate de Hooglede (Bélgica); vitória dos Franceses sobre as forças da Coligação.
- 16 de junho – Batalha de Lambusart (Bélgica, cerca de 8 km a norte de Charleroi); vitória dos Austríacos e Holandeses sobre os Franceses.
- 19 a 25 de junho – Cerco e capitulação de Charleroi (Bélgica); vitória dos Franceses sobre a guarnição austríaca.
- 23 de junho – Combate de Monte Calvari (posição francesa fortificada, na fronteira franco-espanhola, do lado norte do Rio Bidassoa, cerca de 30 km a sudoeste de Baiona); vitória dos Franceses sobre os Espanhóis.
- 24 de junho – Combate de Gante (Bélgica); vitória das forças da Coligação sobre os Franceses.
- 26 de junho – Batalha de Fleurus entre os Franceses e as forças austríacas e holandesas.
- 1 a 16 de julho – Cerco e captura de Landrecies (cidade francesa fortificada no Departamento do Norte, 26 km a sudeste de Valenciennes); vitória das forças francesas sobre a guarnição austríaca.
- 6 a 18 de julho – Cerco e capitulação de Nieuwpoort (Bélgica); vitória francesa sobre a guarnição constituída por forças da Coligação.
- 10 de julho – Entrada dos Franceses em Bruxelas.Combate de Monte Arquinzu (fortificação espanhola nos Pirenéus, 24 km a nordeste de Pamplona); vitória dos Franceses sobre os Espanhóis.
- 12 e 13 de julho – Combates de Schänzel (Alemanha); vitória dos Franceses sobre os Prussianos.
- 17 de julho a 24 de agosto – Cerco e captura Sluis (Países Baixos); vitória francesa sobre os Holandeses.
- 19 de julho a 16 de agosto – Cerco e captura de Le Quesnoy (cidade francesa no Departamento do Norte); vitória dos Franceses sobre a guarnição austríaca.
- 23 de julho a 1 de agosto – Batalha do Vale Baztan (Pirenéus Ocidentais) - vitória francesa sobre os Espanhóis.
- 27 de julho – Os Franceses ocupam Antuérpia.Golpe de Estado de 9 Thermidor; queda e morte de Robespierre; fim do Terror.
- 1 de agosto – Combates de San Marcial e Fuentarrabia (Pirenéus Ocidentais, fronteira franco-espanhola, perto do rio Bidassoa); vitória dos Franceses sobre os Espanhóis.
- 2 de agosto – Capitulação de San Sebastián (Espanha); vitória francesa sobre a guarnição espanhola.
- 9 de agosto a 7 de junho de 1795 – Bloqueio e capitulação de Luxemburgo (cidade); vitória francesa sobre os Austríacos.
- 10 de agosto – Os Britânicos capturam a Córsega.
- 13 de agosto – Batalha de San Lorenzo de la Muga (Espanha); vitória francesa sobre os Espanhóis e Portugueses.
- 20 de agosto – Combate de Rijsbergen (povoação holandesa, 15 km a sul de Breda); vitória dos Holandeses sobre os Franceses.
- 23 de agosto – Combate de Zelden Effen (Países Baixos); vitória francesa sobre os Holandeses.
- 27 de agosto – Capitulação de Valenciennes ( França, Departamento do Norte); vitória francesa sobre a guarnição austríaca e holandesa.
- 29 de agosto – Capitulação de Condé (França, Departamento do Norte); vitória francesa sobre a guarnição austríaca.
- 6 de setembro – Combate de Breda (Países Baixos); vitória das forças da Coligação sobre os Franceses.
- 14-15 de setembro – Batalha de Boxtel (Países Baixos); vitória francesa sobre as tropas britânicas e hessianas.
- 17 a 20 de setembro – Combates de Kaiserslautern (Alemanha); vitória das forças da Coligação sobre os Franceses.
- 18 de setembro – Combate de Sprimont (Bélgica); vitória francesa sobre os Austríacos.
- 21 de setembro – Combate de Dego (Itália); vitória francesa sobre as tropas da Áustria e do Reino da Sardenha.
- 22 de setembro a 10 de outubro – Cerco e capitulação de Hertogenbosch (conjunto de fortificações na província de Brabante do Norte, Holanda); vitória francesa sobre os Holandeses.
- 22 de setembro a 4 de novembro – Cerco e capitulação de Maastricht (Países Baixos); vitória francesa sobre os Austríacos e Holandeses.
- 15-17 de outubro – Batalha de Orbaitzeta (Navarra, Espanha) - vitória francesa sobre os Espanhóis.
- 27 de outubro – Capitulação de Venlo (Países Baixos); vitória francesa sobre os Holandeses.
- 1 a 7 de novembro – Cerco e capitulação de Nijmegen (Países Baixos); vitória francesa sobre os Britânicos e Holandeses.

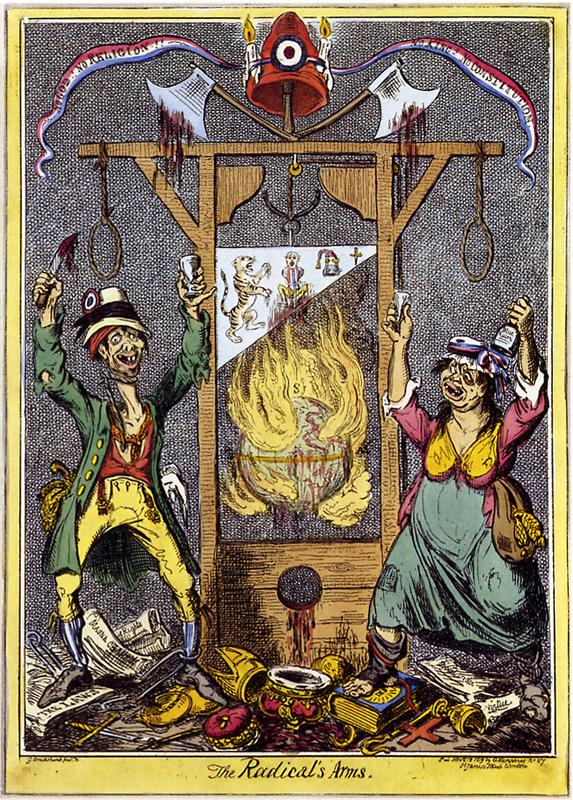
Postal Britânico

- 7 de novembro – Combate de Bergara (Espanha); vitória francesa sobre os Espanhóis.
- 17 a 20 de novembro – Batalha de Montagne Noire (Catalunha, Espanha) - vitória francesa sobre os Espanhóis e Portugueses.
- 21 de novembro a 3 de fevereiro de 1795 – Cerco e capitulação de Rosas (porto fortificado na província de Barcelona, Espanha); vitória francesa sobre os Espanhóis.
- 28 de novembro – Capitulação de San Fernando (fortaleza na Catalunha, Espanha); vitória francesa sobre os Espanhóis.
- 25 de dezembro – Rendição de Mannheim (Alemanha); vitória francesa sobre os Austríacos.
- 27 de dezembro – Capitulação de Zevenbergen (cidade holandesa no Brabante do Norte); vitória francesa sobre os Holandeses.
- 29-30 de dezembro – Combate de Tiel (Países Baixos); vitória das forças da Coligação sobre os Franceses.
- 31 de dezembro a 19 de janeiro de 1795 – Bloqueio e rendição de Geertruidenberg (fortaleza na Holanda); vitória francesa sobre os Holandeses.

## 1795
- 19 de janeiro – rendição de Geertruidenberg (início do bloqueio a 31 de de dezembro de 1794).
- 3 de fevereiro – Captura de Rosas (início do cerco a 21 de novembro de 1794).
- 14 de março – Batalha naval de Génova (porto italiano); vitória das forças britânicas e napolitanas sobre os Franceses.
- 1 de abril – Golpe de Estado de 12 Germinal, Ano III.
- 5 de abril – 1º Tratado de Paz de Basileia, entre a França e a Prússia.
- 20 de maio – Golpe de Estado de 1 Pairial.
- 7 de junho – Capitulação da praça de Luxemburgo (início do cerco a 9 de agosto de 1794).
- 14 de junho – Combate de Bàscara (Espanha) - vitória das forças espanholas e portuguesas sobre os Franceses.
- 21 de junho – Desembarque de forças britânicas e de emigrées em Quiberon.
- 23 de junho – Batalha naval de Quiberon (ilha francesa junto à costa da Bretanha); vitória britânica sobre os Franceses.
- 27 de junho – Desembarque em Quiberon - Emigrados franceses e uma pequena força britânica desembarcam de navios britânicos; foram facilmente derrotados.
- 13 de julho – Batalha naval de Hyères (Ilhas Hyères, na costa mediterrânica francesa, 25 km a este de Toulon); vitória das forças anglo-napolitanas sobre os Franceses.
- 16 a 20 de julho – Combates de Quiberon; vitória das forças da República sobre as tropas monárquicas e Émigrés ao serviço britânico.
- 22 de julho – 2º Tratado de Paz de Basileia, entre a França e a Espanha.
- 26 de julho – Assalto à cidade de Puigcerda (Pirenéus Orientais, Espanha) pelas tropas francesas; vitória dos defensores espanhóis.
- 27 de julho – Capitulação de Bellver (Espanha); vitória espanhola sobre a guarnição francesa.
- 15 de setembro a 17 de outubro – Cerco de Ehrenbreitstein (Alemanha); fracasso das forças francesas sobre a guarnição da Coligação.
- 19 de agosto – Tratado de Basileia entre a França e a Espanha.
- 21 de agosto – Napoleão Bonaparte nomeado para o Bureau Topographique em Paris.
- 28 de agosto – Tratado de Basileia entre a França e Hessen-Cassel.
- 20 de setembro – Capitulação de Mannheim (Alemanha); vitória francesa sobre as forças da Coligação.
- 20 de setembro a 13 de outubro – Bloqueio de Mogúncia (Alemanha); fracasso das forças francesas sobre a guarnição formada por tropas da Coligação.
- 21 de setembro – Capitulação de Düsseldorf (Alemanha); vitória francesa sobre as forças da Baviera.
- 24 de setembro – Combate de Handschuhsheim (povoação no sudoeste da Alemanha); vitória austríaca sobre os Franceses.
- 4-5 de outubro – Golpe de Estado de 13 Vendémiaire, Ano IV.
- 11-12 de outubro – Combate de Höchst (povoação alemã na província de Hessen); vitória austríaca sobre os Franceses.
- 13 de outubro – Combate de Niedernhausen (povoação na Alemanha, Hesse); vitória austríaca sobre os Franceses.
- 15 de outubro – Combate de Steinbach (Alemanha); vitória francesa sobre os Austríacos.
- 16 de outubro – Napoleão Bonaparte promovido a général de division.
- 18 de outubro – Combate de Mannheim (Alemanha); vitória austríaca sobre os Franceses.
- 19 de outubro a 22 de novembro – Cerco e captura de de Mannheim; vitória austríaca sobre a guarnição francesa.
- 26 de outubro
- 29 de outubro – Batalha de Mogúncia (Alemanha); vitória da Coligação sobre os Franceses.
- 10 de novembro – Combate de Pfeddersheim (Alemanha, província de Hessen); vitória austríaca sobre os Franceses.
- 23-24 de novembro – Batalha de Loano (Itália) - vitória dos Franceses sobre as forças da Coligação.

## 1796
- 2 de março – Napoleão Bonaparte nomeado comandante do Exército de Itália.
- 26 de março – Napoleão Bonaparte assume o comando do Exército de Itália em Nice.
- 10 de abril – Combate de Voltri (porto da costa italiana, 16 km a Oeste de Génova, Itália); vitória dos Austríacos sobre os Franceses.
- 11-12 de abril – Batalha de Montenotte (povoação italiana na província da Ligúria); vitória francesa (Napoleão) sobre os Austríacos;
- 13-14 de abril – Combate de Millesimo (Itália) - vitória francesa (Napoleão) sobre os Austríacos e Piemonteses.
- 14-15 de abril – Combates de Dego (Itália); vitória francesa (Napoleão) sobre os Austríacos e Piemonteses;
- 21 de abril – Combate de Mondovì (Itália); vitória francesa (Napoleão) sobre os Austríacos e Piemonteses;
- 28 de abril – Armistício de Cherasco (com o Reino da Sardenha).
- 7 de maio – Passagem do Rio Pó pelas forças francesas.
- 8 de maio – Combate de Fombio.[nota 10]
- 10 de maio – Combate de Lodi (Itália); vitória francesa (Napoleão) sobre os Austríacos e Piemonteses;
- 15 de maio – Ocupação de Milão pelas tropas francesas.
- 16 de maio a 29 de junho – Cerco e captura da cidadela de Milão; vitória francesa sobre a guarnição austríaca.
- 30 de maio – Combate de Borghetto (norte de Itália, perto de Valeggio); vitória francesa sobre os Austríacos e Napolitanos.

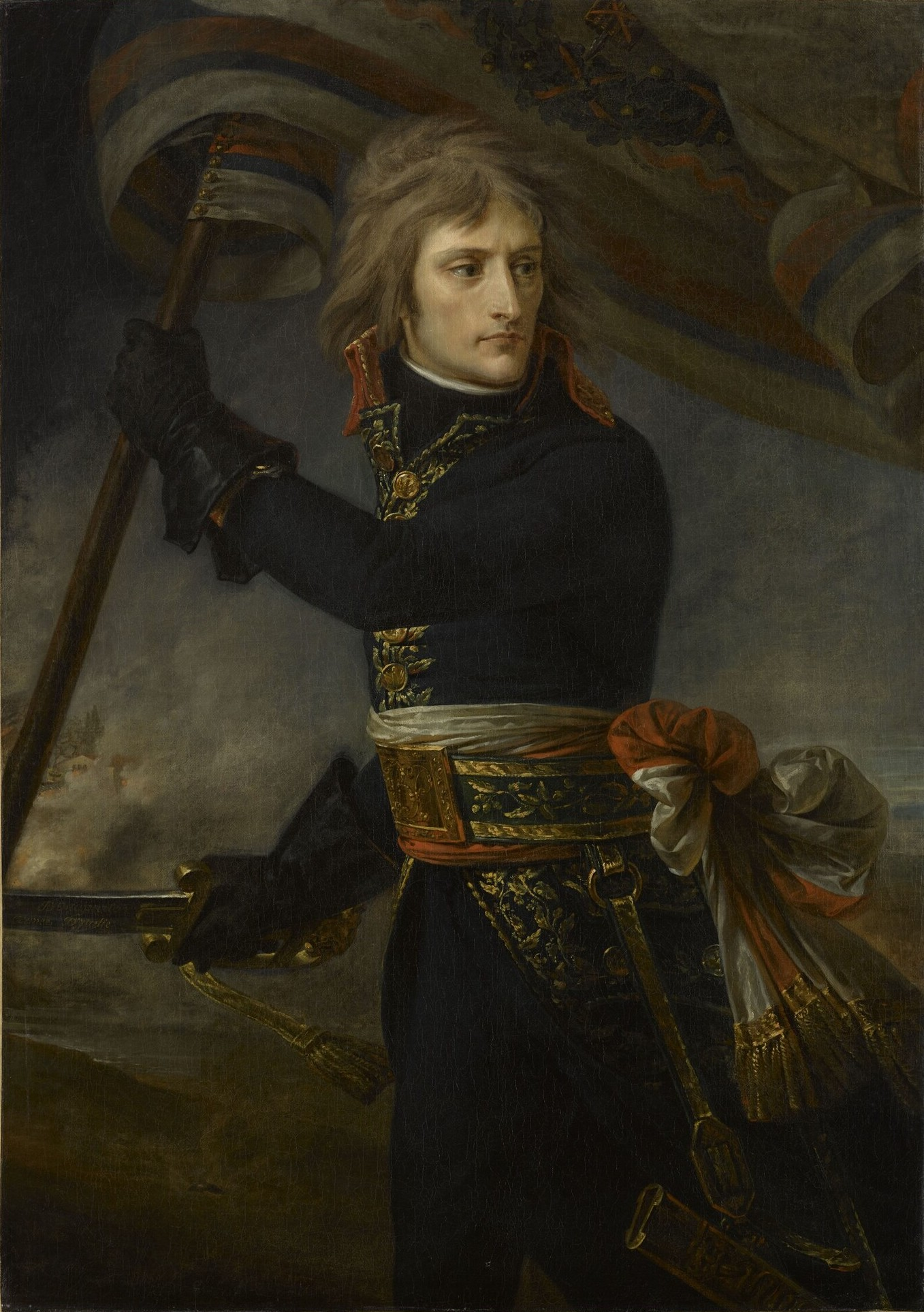
Napoleão Bonaparte, comandante do Exército de Itália na Ponte de Arcole.

- 4 de junho – Combate de Altenkirchen (Alemanha); vitória francesa sobre os Austríacos.Início do primeiro cerco de Mântua; o cerco fracassou e foi levantado a 31 de julho.
- 9 de junho a 17 de setembro – Bloqueio fracassado de Ehrenbreitstein (Alemanha); fracasso das forças francesa perante a guarnição formada por forças da Coligação.
- 14 de junho a 7 de setembro – Cerco fracassado de Mogúncia; vitória da guarnição da Coligação sobre os Franceses.
- 15 de junho – Combate de Wetzlar (Alemanha); vitória das forças da Coligação (Áustria e Estados alemães) sobre os Franceses.
- 19 de junho – Combate de Uckerath (povoação alemã, cerca de 20 km a este de Bona); resultado indefinido para Franceses e Austríacos.
- 23 de junho – Armistício de Bolonha entre os Franceses e os Estados Papais.
- 24 de junho – Combate de Kehl (Alemanha); vitória francesa sobre as forças da Coligação.
- 28 de junho – Combate de Renchen (Alemanha); vitória francesa sobre os Austríacos.
- 2 de julho – Combate de Neuwied (Alemanha); vitória francesa sobre as forças da Coligação.
- 4 de julho a 1 de agosto – Cerco fracassado de Mântua (Itália); fracasso das tropas francesas perante a guarnição austríaca.
- 5 de julho – Combate de Rastatt (Alemanha); vitória francesa sobre os Austríacos.
- 8 de julho – Combates e captura de Giessen (Alemanha); vitória francesa sobre as forças da Coligação.
- 9 de julho – Batalha de Malsch (Alemanha); vitória francesa sobre os Austríacos.
- 10 de julho – Combate de Friedberg (Alemanha); vitória francesa sobre os Austríacos.
- 21 de julho – Combate de Cannstadt (pequena cidade no sudoeste da Alemanha); vitória francesa sobre os Austríacos.
- 29 de julho – Combate de Rivoli (Itália); vitória austríaca sobre os Franceses.
- 2-3 de agosto – Batalha de Lonato - vitória francesa (Napoleão) sobre os Austríacos;
- 4 de agosto – Capitulação da Praça de Lonato; consequência da vitória francesa na Batalha de Lonato.
- 5 de agosto – Batalha de Castiglione (Itália) - vitória francesa (Napoleão) sobre os Austríacos;
- 11 de agosto – Batalha de Neresheim (Alemanha) – vitória dos Franceses sobre os Austríacos;
- 17 de agosto – Combate de Sulzbach (Alemanha); vitória francesa sobre os Austríacos.
- 19 de agosto – Tratado de São Idelfonso – A Espanha junta-se à França na guerra contra o Reino da Grã-Bretanha;
- 22 de agosto – Combate de Neumarkt in der Oberpfalz (Alemanha); vitória Austríaca sobre os Franceses.
- 24 de agosto – Combate de Amberg (Alemanha); vitória austríaca sobre os Franceses; Combate de Friedberg; vitória francesa sobre os Austríacos.
- 24 de agosto a 2 de fevereiro de 1797 – Bloqueio e capitulação de Mântua (Itália); vitória francesa sobre a guarnição austríaca.
- 1 de setembro – Combate de Geissenfeld (povoação na Baviera, Alemanha); vitória francesa sobre os Austríacos.
- 3 de setembro – Batalha de Würzburg (Alemanha); vitória dos Austríacos sobre os Franceses;
- 4 de setembro – Combate de Rovereto (Itália); vitória francesa sobre os Austríacos.
- 7 de setembro – Combate de Primolano (povoação do nordeste de Itália); vitória francesa sobre os Austríacos.
- 8 de setembro – Batalha de Bassano (cidade do nordeste de Itália); vitória dos Franceses (Napoleão) sobre os Austríacos;
- 9 de setembro – Combate de Wiesbaden (Alemanha); vitória das forças da Coligação sobre os Franceses.
- 11 de setembro – Combate de Cerea (Itália); vitória austríaca sobre os Franceses.
- 12 de setembro – Capitulação de Legnano (Itália); vitória francesa sobre os Austríacos.
- 15 de setembro – Combate de Mântua (La Favorita e San Giorgio); vitória francesa sobre os Austríacos.
- 16 de setembro – Combate de Limburg (Alemanha); vitória austríaca sobre os Franceses.
- 18 de setembro – Combate de Kehl (Alemanha); vitória francesa sobre os Austríacos.
- 2 de outubro – Batalha de Biberach (Alemanha); vitória francesa sobre os Austríacos.
- 8 de outubro – A Espanha declara guerra à Grã-Bretanha
- 19 de outubro – Batalha de Emmendiengen (povoação alemã no Estado de Baden); vitória austríaca sobre os Franceses.
- 24 de outubro – Batalha de Schliengen (Alemanha); vitória austríaca sobre os Franceses.
- 2 a 7 de novembro – Combates de Cembra e Calliano (Itália); vitórias austríacas sobre os Franceses.
- 5 de novembro – Combate de Fontaniva (Itália); vitória austríaca sobre os Franceses.
- 6 de novembro – Combate de Bassano (cidade do nordeste italiano); vitória austríaca sobre os Franceses.
- 10 de novembro a 9 de janeiro de 1797 – Cerco e captura de Kehl (Alemanha); vitória austríaca sobre os Franceses.
- 12 de novembro – Batalha de Caldiero (Itália); vitória dos Austríacos sobre os Franceses (Napoleão);
- 15-17 de novembro - Batalha de Arcola (Itália); vitória francesa (Napoleão) sobre os Austríacos.
- 17 de novembro – 2º Combate de Rivoli (Itália); vitória austríaca sobre os Franceses.
- 22 de novembro – 3º Combate de Rivoli; vitória francesa sobre os Austríacos.
- 27 de novembro a 1 de fevereiro de 1797 – Cerco e captura de Hüningen (cidade francesa da Alsácia-Lorena); vitória austríaca sobre a guarnição francesa.
- 16 de dezembro – O general Hoche parte em direcção à Irlanda.
- 21-27 de dezembro – Fracassa a tentativa de desembarque na Baía de Bantry (Irlanda).

## 1797
- 14-15 de janeiro – Batalha de Rivoli (Itália); vitória francesa (Napoleão) sobre os Austríacos;
- 16 de janeiro – Batalha de Mântua (Itália); vitória francesa (Napoleão) sobre os Austríacos;
- 1 de fevereiro de 1797 – Captura de Hüningen (cidade francesa da Alsácia-Lorena); vitória austríaca sobre a guarnição francesa.
- 2 de fevereiro de 1797 – Capitulação de Mântua (Itália); vitória francesa sobre a guarnição austríaca.
- 3 de fevereiro – Combate de Castel Bolognese (Itália); vitória francesa sobre as tropas dos Estados Pontíficos (Itália).

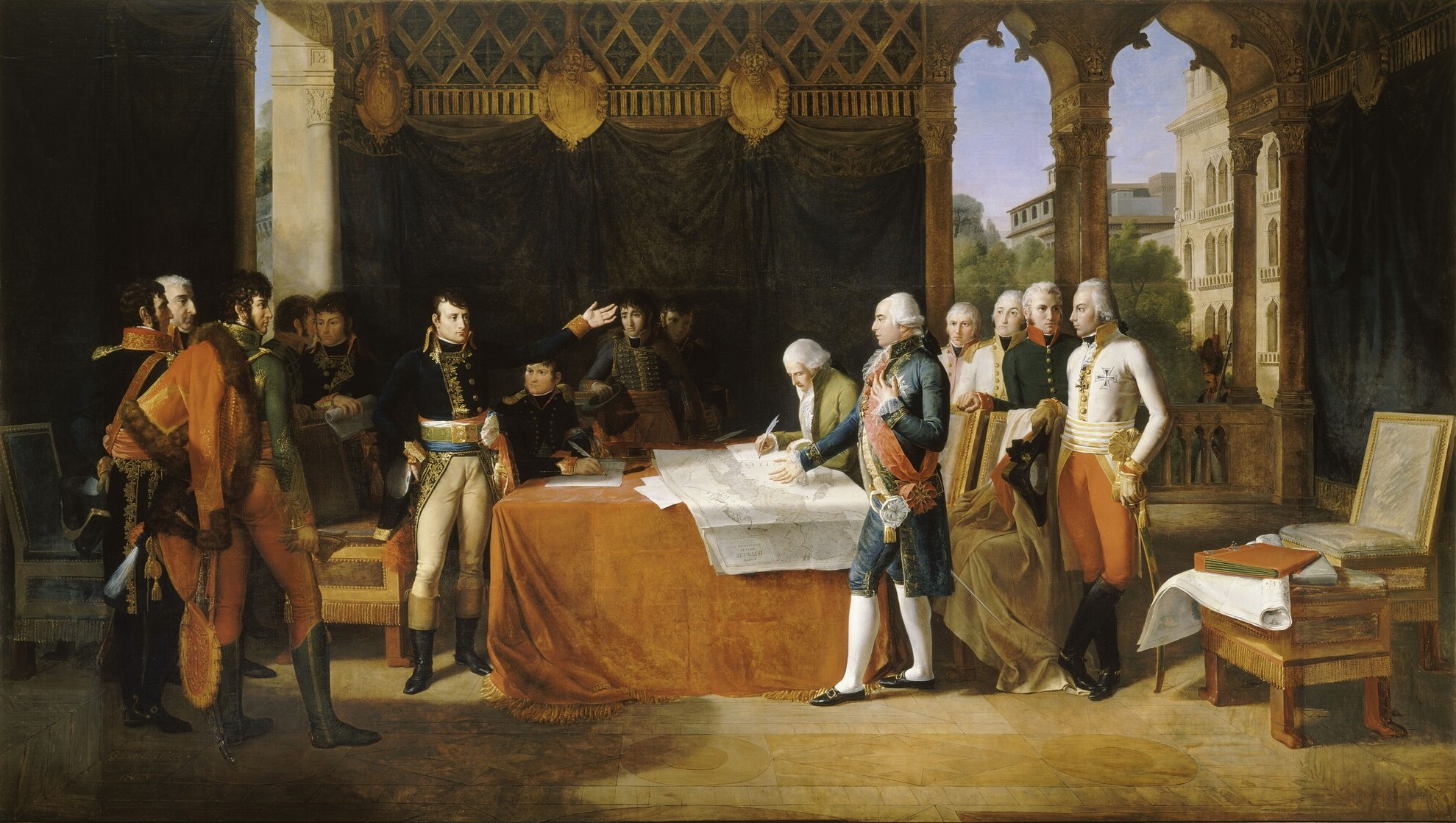
Esboço para uma pintura de 1806, a óleo sobre tela, conservada no Musée de Versailles. Representa uma das reuniões que conduziram ao Tratado de Leoben.

- 9 de fevereiro – Capitulação de Ancona (Itália); vitória francesa sobre as tropas dos Estados Pontíficos (Itália).
- 14 de fevereiro – Batalha naval do Cabo de S. Vicente (Portugal) - vitória da frota britânica do Mediterrâneo sobre uma frota espanhola;
- 19 de fevereiro – Tratado de Tolentino entre a França e os Estados Papais.
- 22-24 de fevereiro – Tentativa de desembarque em Fishguard (País de Gales).
- 10 de março – Napoleão invade a Áustria com o Exército de Itália;
- 16 de março – Combate de Valvassone (povoação do nordeste de Itália); vitória francesa sobre os Austríacos.
- 17 de março – Capitulação de Gradisca (Itália); vitória francesa sobre a guarnição austríaca.
- 20 de março – Combate de Salurn (povoação italiana no Tirol do Sul); vitória francesa sobre os Austríacos.
- 22-23 de março – Combates de Tarvis (povoação italiana no Norte, junto da fronteira com a Áustria e a Eslovénia); vitória francesa sobre os Austríacos.
- 16 de abril – Início do motim de Spithead (Inglaterra);[nota 11] terminou a 15 de maio.
- 18 de abril – Batalha de Neuwied (Alemanha); vitória dos Franceses sobre os Austríacos; Acordo preliminar de Paz de Leoben - acordo realizado entre Napoleão e os Austríacos;
- 20-21 de abril – Combate de Diersheim (povoação alemã no Estado de Baden); vitória francesa sobre os Austríacos.
- 11 de outubro – Batalha naval de Camperdown (a norte da costa holandesa) - vitória britânica sobre a frota holandesa;
- 17 de outubro – Tratado de Campoformio - confirmação oficial dos termos impostos por Napoleão na Paz de Leoben.